# Jozef Urbanovský
Jozef Urbanovský (Urbanov, 1º settembre 1793 – Urbanov, 2 settembre 1865) è stato un attivista e presbitero slovacco.

## Biografia
Di nobile famiglia, fu ordinato presbitero cattolico nel 1817. Originariamente svolse il suo ministero presso la sua famiglia, a Stará Turá e a Modra. Dal 1824 fu parroco a Mestečko (l'attuale Leopoldov), quindi dal 1833 al 1850 fu parroco di Čachtice. Nelle sue parrocchie propangadava tecniche agricole innovative, in particolare relative agli alberi da frutta, e l'apicoltura.
Era promotore della lingua slovacca codificata da Anton Bernolák (bernolákovčina) come lingua ufficiale e lingua liturgica nelle terre abitate dagli slovacchi. Fu promotore di un avvicinamento tra i cattolici e i protestanti, in vista del movimento nazionale slovacco. Perciò dal 1844 si avvicinò alle iniziative dell'associazione Tatrín e fu stretto collaboratore della cerchia di Ľudovít Štúr. Di conseguenza diede il suo appoggio alla nuova codificazione dello stesso Ľudovít Štúr (štúrovčina).
Ospitò nella sua parrocchia di Čachtice la storica quarta assemblea dell'associazione Tatrín, una pietra miliare nella definizione di una lingua slovacca letteraria. Secondo il verbale erano presenti 61 persone. Le importanti personalità convenute si accordarono sull'ortografia slovacca e decisero di "elevare lo slovacco scritto al rango di lingua", stabilendo i principii dell'ortografia. Fu qui accolto anche il concetto del principio etimologico.
Parteciparono fra gli altri Michal Miloslav Hodža, Ľudovít Štúr, Jozef Miloslav Hurban, Ján Kalinčiak, Ján Francisci-Rimavský, Andrej Caban, Eugen Gerometta, Jozef Ščasný, Ctiboh Zoch, Samo Bohdan Hroboň, Martin Hattala.
In seguito al suo coinvolgimento nel movimento nazionale slovacco, il 28 novembre 1850 Ján Krstiteľ Scitovský, arcivescovo di Strigonio, lo privò della parrocchia. Si ritirò allora nel paese natio di Urbanov, dove morì quindici anni più tardi.